# Альянс (страховая компания)
«Альянс» — российская страховая компания. Полное наименование — Акционерное общество «Страховая компания „Альянс“». Штаб-квартира — в Москве.

## История
Страховая компания была создана в 1991 году как открытое акционерное общество «Российское страховое народное общество „Росно“». Учредителем компании выступила Федерация независимых профсоюзов России, а совет директоров возглавил председатель ФНПР Михаил Шмаков. Первым президентом компании был Евгений Кургин, занимавший пост до середины августа 2003 года.
В июне 2001 года страховщик Allianz выкупил у менеджмента компании, миноритарных акционеров и АФК «Система» 45 % акций «Росно», затем в течение 2007—2008 годов он консолидировал в своей собственности практически все 100 % акций компании, заплатив за весь пакет суммарно 778,6 млн долларов и 34 млн евро. В итоге контрольный пакет акций компании принадлежит Allianz New Europe Holding GmbH (99,9 % акций), подразделению страховщика Allianz SE, которое работает в Центральной и Восточной Европе.
13 декабря 2011 года компания ОАО СК «Росно» переименована в ОАО СК «Альянс». В апреле 2012 года ОАО СК «Альянс» объединило под своим брендом страховые компании «Росно», «Прогресс-Гарант» и САК «Альянс».
Летом 2014 года страховая компания «Альянс» объявила о сворачивании своего розничного бизнеса в регионах России, ограничившись присутствием в Москве и Санкт-Петербурге и сосредоточившись на корпоративном страховании имущества и ответственности и добровольном медицинском страховании физлиц и юрлиц.
12 декабря 2014 года Банк России приказом № ОД-3500 ограничил действие лицензии ОАО «Альянс», запретив заключение договоров по ОСАГО, не запрещая заключение договоров по другим видам страхования.
14 января 2016 года Центральный банк РФ принял решение о возобновлении действия лицензии ОАО СК «Альянс» на ОСАГО в связи с исполнением компанией предписания Банка России.
1 января 2016 года был завершен процесс передачи портфеля по ДМС из ОАО СК «Альянс» в ООО СК «Альянс Жизнь», компанию, которая также входит в группу Allianz в России.
18 апреля 2016 года в соответствии с федеральным законом от 05.05.2014 № 99-ФЗ в ЕГРЮЛ внесена запись об изменении наименования ОАО СК «Альянс» на АО СК «Альянс». 
В мае 2023 года группа Allianz сообщила, что закрыла сделку по продаже контрольного пакета акций (50,1%) своего российского подразделения компании «Интерхолдинг», владеющей ООО «Зетта Страхование» (ранее СК "Цюрих"). .
В июне 2023 года  АО СК «Альянс» была переименована в АО «Зетта Страхование».

## Собственники и руководство
Контрольным пакетом акций владеет Allianz New Europe Holding GmbH (99,9 % акций) — подразделение Allianz в Центральной и Восточной Европе.
Генеральный директор — Филлип Гронемайер.

## Деятельность

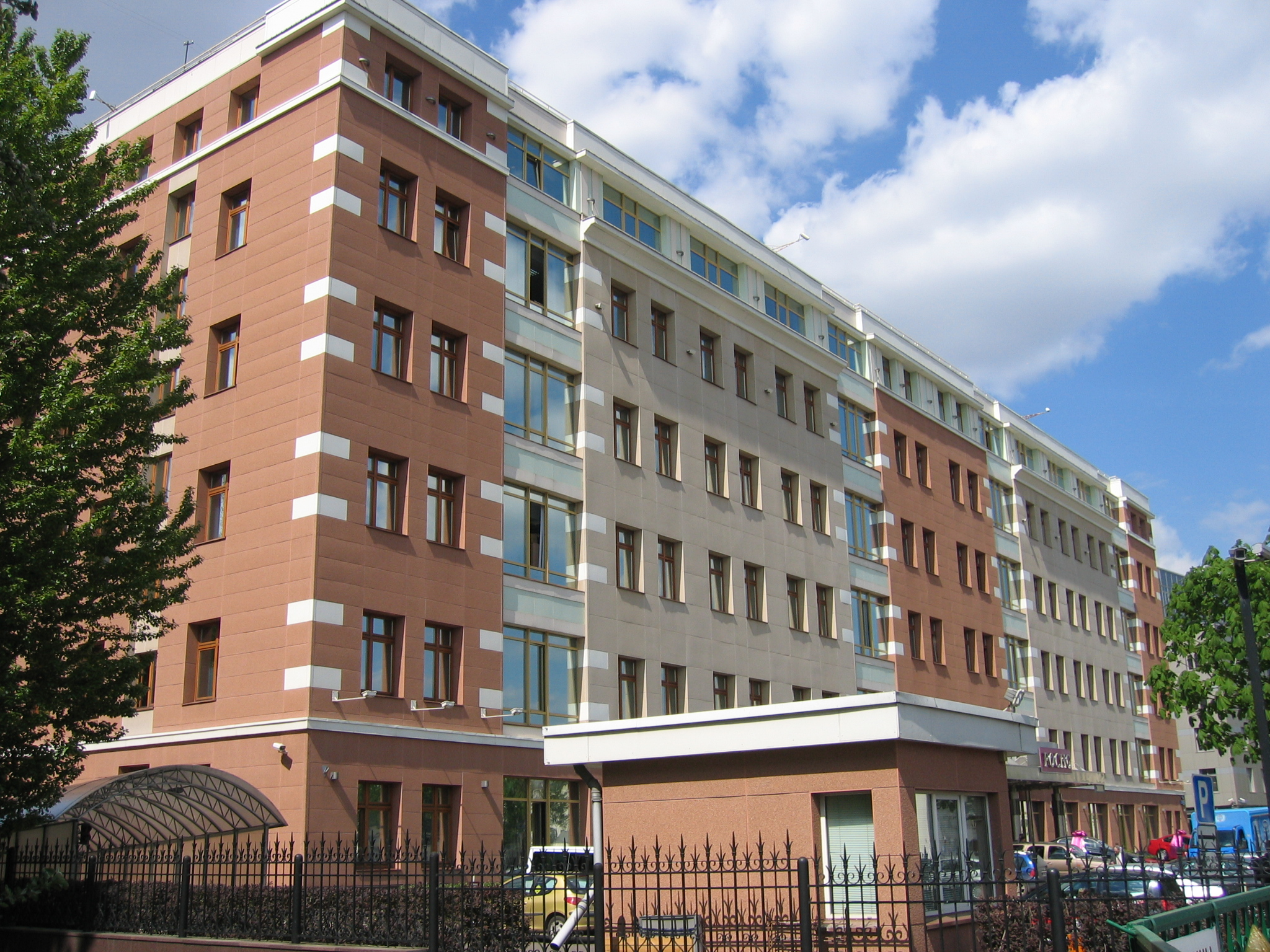
Центральный офис Альянс в Москве

АО СК «Альянс» ведет свой бизнес по страхованию корпоративного имущества и ответственности в Москве и Санкт-Петербурге.
В настоящее время в группу Allianz в России входят: АО СК «Альянс», ООО СК «Альянс Жизнь» (страхование жизни и пенсионное страхование, добровольное медицинское страхование), САО «Медэкспресс» (медицинское страхование), а также лечебные учреждения: ООО «Медэкспресс-сервис» и ООО «Прогресс-Мед». До 2016 года в группу также входило АО «Росно-МС», которое было приобретено ООО СК «ВТБ Страхование» и переименовано в ООО «ВТБ Медицинское страхование».
Партнеры компании по перестрахованию — Allianz (головная компания группы Allianz), Hannover Re, SCOR, Munich Re, Swiss Re, крупнейшие российские перестраховочные компании. «Альянс» сотрудничает с брокерскими агентствами корпорации Lloyd’s и другими иностранными и российскими перестраховщиками и страховыми и перестраховочными брокерами. Перестрахование рисков осуществляется, как правило, централизовано через Allianz, как головную компанию холдинга (объем страховых резервов на 2008 год составил 200 млрд евро). Прямое перестрахование рисков в перестраховочных компаниях в настоящее время практикуется значительно реже.
«Росно» произвела в августе 2010 года одну из самых крупных в истории российского рынка страховых выплат — 6 млрд руб. за аварию на Саяно-Шушенской ГЭС.

## Финансовые показатели
Уставный капитал — 2,86 млрд руб., собственные средства — 6,9 млрд руб., страховые резервы — 8,7 млрд руб. (по состоянию на конец 2016 года).

## Рейтинговые оценки
Эксперт РА — рейтинг надежности ruAA, прогноз «стабильный».

## Членство в общественных бизнес-организациях
АО СК «Альянс» является членом и участвует в работе большого числа общественных и некоммерческих организаций, среди которых: Всероссийский союз страховщиков (ВСС), Российский союз автостраховщиков (РСА), Национальный союз страховщиков ответственности (НССО), Национальная ассоциация страховщиков атомной отрасли, Российский союз промышленников и предпринимателей (РСПП), Общероссийская общественная организация малого и среднего предпринимательства «Опора России», Ассоциация европейского бизнеса (АЕБ) и др..